# 内山彦次郎
内山 彦次郎（うちやま ひこじろう）は、江戸時代後期の大坂西町奉行組与力。最終的には与力の最上位の役である諸御用調役を務め、また遠国奉行組与力としては異例の譜代御家人に取り立てられた。諱は之昌（ゆきまさ）。菩提寺は寒山寺（大阪市から現在地の箕面市に移転）。

## 人物・来歴
内山彦次郎は、大坂町奉行与力を代々務めた家系の7代目に当たる。与力としての内山は、他の経済官僚と同じく物価統制に携わっており、名奉行矢部定謙が大坂西町奉行に在任していたころには、内山はその識見で矢部をたびたび唸らせた。
また天保13年（1842年）、水野忠邦主導の天保の改革では改革御用のために江戸に出府し、諸品目ごとの詳細な分析を行い、改革案をまとめて提出した。ただし、水野が行った株仲間の解散については、大坂での流通の実情をよく知る内山は反対している。その後にも、大坂町奉行組与力の立場で御用金の徴収や箱館奉行所仕法などの幕府財政政策に深く関わっている。
天保8年（1837年）、大塩平八郎の乱の折には、内山は江戸への廻米業務のために大坂を離れて備前岡山にいた。その後、内山は美吉屋五郎兵衛方に潜伏していた大塩平八郎父子の発見、包囲に加わった。内山は大坂城代への立入与力として、日頃から城代の土井利位や土井の家臣の鷹見泉石とは懇意であり、大塩父子潜伏の報を領地（飛地領の摂津国平野郷陣屋）からの情報としてつかんだ土井家主従が内山に声をかけたものである。
内山と大塩は互いに地付きの大坂町奉行組与力であり、特に大塩が現役与力のころには互いに盗賊役で東西の組違いの相役であったこともある。文政13年（1831年）に大塩が内山に宛てた書簡が大阪府守口市盛泉寺に残されている。
森鷗外『大塩平八郎』によれば、当時与力見習であった内山は大塩に憎まれていたとされている。これは、大塩が乱の直前に老中に宛てて発送した幕政改革の建議書で内山を攻撃していることからも明らかである。

## 暗殺とその犯人説
元治元年5月20日（1864年6月23日）、内山彦次郎は何者かによって暗殺された。幕末から明治にかけての両替商平野屋（難波）武兵衛の同年日記、『諸事用向日加栄』の5月21日の記録に「昨夜初夜まへ比の事にて、天神橋南詰にて〜（略）、浪士七八人打寄ころし候よし」とあり、同斬奸状（生前の罪状＝殺す理由を記した文書）の写しには「昨夜戌ノ刻、於天神橋加誅戮可梟首處、折節市中町廻り罷越、無拠乍残念其侭打捨置候事有〜」ともあって、場所は天神橋で、梟首されず遺体の上に斬奸状を置かれただけ、とわかる。さらに、同書5月24日の記事によれば、京都四条でも23日に斬奸状にあたる、内山天誅の張り紙がなされその写しに「於天神橋上加天誅」とあるので、殺害場所は大坂市中天神橋である。
一般に犯人は新選組の沖田総司・永倉新八・原田左之助・井上源三郎の4人とも、これに近藤勇や土方歳三が加わっていたともされる。新選組が内山を暗殺した動機は、前年、新選組が大坂出張をした際に小野川部屋力士らと乱闘騒ぎを起こした「大坂角力事件」で、内山が小野川部屋に協力した疑いがあったことや、その吟味が高圧的で近藤との間に確執が起きたための遺恨である、あるいは内山が倒幕派志士と結託して米価や油の値を吊り上げていると疑った上での天誅であると言われている。根拠としては、大坂・京都の斬奸状から在京者の仕業と推測され、永倉が晩年に口述した『新選組顛末記』や、新選組が屯所として利用した京都西本願寺の寺侍・西村兼文が残した『新撰組始末記』などが挙げられる。
しかし今日、新選組犯行説には異論を唱える向きも多い。根拠とされる書物も、後に発見された永倉の『浪士文久報国記事』（『顛末記』以前に書かれた日記）では内山暗殺事件について触れておらず、また『顛末記』には永倉自身ないしはそれが連載されていた『小樽新聞』編集者によると見られる脚色のあとがあり、一方『始末記』の西村は新選組に悪意を持っていたため、共に信憑性を欠くというわけである。
事実、当時の京都・大坂ではいわゆる「尊王攘夷・倒幕」の嵐が吹き荒れており、倒幕派志士による奉行所役人など幕吏の暗殺事件も多発していたことから、そうした志士による犯行説も捨て切れない。
当時の風説集には、内山の暗殺をネタにした小話が多数収録されている。